# 虹色ハーモニー〜マイ・レインボウ・マン〜
- 虹色ハーモニー〜マイ・レイボウ・マン〜

『虹色ハーモニー〜マイ・レインボウ・マン〜』（にじいろハーモニー マイレインボウマン）は、2007年11月に公開された日本映画である。
TWILIGHT FILEシリーズの10作目にあたる。
主演はいしだ壱成が務め、小倉優子らが出演した。ヒロインの佐伯小夜役には新人の内田菜月がオーディションにて抜擢された。

## 登場人物

### 主要人物
- 風間亮 - いしだ壱成
- 園田真子 - 小倉優子
- 謎の男 - 池内万作
- 石井将司 - 大槻博之
- サヤカ - 平屋さゆり
- 佐伯小夜 - 内田菜月
- 佐伯小町 - 濱田陽子
- 大場拓海 - 提坂拓弥

### その他
- 萌 - 杉山萌
- 浅木先生 - 安田洙福
- マリ - 須藤香菜
- アカネ - 田口育実
- メグミ - 山本博子
- 長沢祥
- 草谷翔
- 種崎夏椿
- 吉岡大輔
- 丸山桂汰
- 菅谷藍子
- 氏家恵美
- 本山由美
- 富美希
- 高崎史人
- 中島宏祐
- 大森拓馬
- 加賀谷慎
- 堀みちこ
- 大西亮平

## スタッフ
- 製作 - 神品信市
- エグゼクティブプロデューサー - 神品信市
- プロデューサー - 田中清孝、家生和美
- 脚本 - 吉野雄大
- 監督 - 吉野雄大
- 助監督 - 渡辺賢一
- 音楽ディレクター - TOSIMITSU
- 撮影 - 飯岡聖英
- スチール - 石郷友仁
- 製作チーフディレクター - 西村克也
- 製作ディレクター - 奥村伸也、山多裕生
- 製作企画担当 - 加藤聡、松坂久美子
- 制作協力 - スイート・ベイジル・エンタテインメント
- 企画協力 - バーニング養成所
- 製作 - ミライ・アクターズ・プロモーション（現MIRAI PICTURES JAPAN）
- 配給 - 株式会社MIRAI

## 主題歌
Precious heart
作詞：Eri、作曲：羽山茂樹、編曲：クマロボ、歌：内田菜月、コーラス：虹色児童合唱団

## DVD
- 2008年発売
- 発売元：株式会社マジカル
- 販売元：東映株式会社、東映ビデオ株式会社
- スタンダード・エディション（DVD1枚組）
映像特典は「劇場予告編・メイキング」、「製作発表・インタビュー・対談」

## 関連商品
- パンフレット・ポスター・台本（2007年より発売、MIRAI）